# تشارلز ر. فوكس
تشارلز ر. فوكس (بالإنجليزية: Charles R. Fox) هو عسكري أمريكي، ولد في 16 نوفمبر 1912، وتوفي في 28 فبراير 2006.